# Paard (schaken)
Het paard (Engels: Knight) is een van de zes verschillende stukken van het schaakspel.

## Beginpositie
Bij het begin van het spel hebben beide spelers elk twee paarden. De paarden staan opgesteld tussen de loper en de toren. Voor wit is dat op de velden b1 en g1, voor zwart op de velden b8 en g8.

## Loop van het paard
Het paard beweegt altijd ofwel één veld horizontaal en vervolgens twee velden verticaal, ofwel één veld verticaal en vervolgens twee velden horizontaal. Een andere manier om dit te formuleren is dat het beginveld en het eindveld een L-vorm hebben. Of: een paard mag worden verplaatst naar een van de dichtstbijzijnde velden die niet op dezelfde lijn, rij of diagonaal liggen als waarop het staat. Hierdoor gaat een paard bij iedere zet van een zwart naar een wit veld of omgekeerd.
Het paard is het enige schaakstuk dat mag springen, dat wil zeggen: de tussenliggende velden mogen bezet zijn, zowel door eigen stukken als door stukken van de tegenstander. Het eindveld moet wel leeg zijn of bezet worden door een vijandelijk stuk. Doordat paarden kunnen springen, zijn zij de enige stukken die (naast de pionnen) bij de openingszet in het spel kunnen gebruikt worden.
- Staat het paard op a1, dan worden twee velden bestreken, namelijk b3 en c2.
- Staat het paard op d4, dan worden acht velden bestreken, namelijk b3, b5, c2, c6, e2, e6, f3 en f5.
- Staat het paard op h3 dan worden vier velden bestreken, namelijk g1, f2, f4 en g5

Maximaal bestrijken beide paarden samen 16 velden, dat is exact 25% van het schaakbord.
Als in een opening alle vier de paarden worden gespeeld, spreekt men van vierpaardenspel.
Een paardensprong is de enige beweging op het schaakbord waarbij geen rechte of diagonale lijnen worden gevolgd. Een paard springt telkens naar een veld van een andere kleur. Een paard op een zwart veld bestrijkt zodoende alleen witte velden, en omgekeerd. Dit gegeven is een thema in bepaalde eindspelstudies, waarin tientallen zetten vooruit beredeneerd kan worden of een paard op een bepaald moment een bepaald veld kan bestrijken.

## Sterkte
Een paard kan vanuit het centrum de meeste kracht uitoefenen en wordt dan ook alleen naar de rand van het bord gespeeld als daar een specifieke reden voor is. 
Aan een paard wordt traditioneel de relatieve waarde van drie punten toegekend. Dit is drie keer zo veel als aan een pion, en evenveel als aan een loper.
Een paard is vooral sterk in het middenspel. Dankzij het feit dat een paard over andere stukken heen kan springen, wordt het minder gehinderd door een 'vol' bord. In het eindspel is een paard meestal iets minder sterk dan een loper: zijn actieradius is namelijk beperkter. Het paard heeft anderzijds het voordeel dat het, in tegenstelling tot de loper, alle velden kan bereiken.
Wanneer er in het schaakspel een vork wordt uitgevoerd, gebeurt dit heel dikwijls met een paard. De twee aangevallen stukken kunnen immers, door de specifieke beweging van het paard, het paard geen van beide slaan.

## Invloed
Omdat een paard per zet een vaste afstand moet afleggen, heeft het vooral invloed op velden die dichtbij liggen. De afbeelding hiernaast toont hoeveel zetten een paard minimaal moet doen om een veld te bereiken. Een paard oefent weinig invloed uit op velden die diagonaal twee plaatsen verder liggen. Het kost een paard namelijk vier zetten om zo'n veld te bereiken.

## Andere toepassingen
De paardensprong heeft naast de primaire betekenis in het schaakspel ook andere betekenissen binnen bijvoorbeeld de wiskunde zoals de paardenrondgang, bij het verwerken van wand- of vloertegels met verschillende kleuren en bij het spelen van kinderspelletjes op een tegelpatroon. Een andere inzet van de paardensprong buiten het schaakspel is een paardensprongpuzzel: een 3x3-vierkant met langs de randen 8 letters waarbij de letters die worden bereikt via opeenvolgende paardensprongen in die volgorde een woord vormen.

## Galerij
Enkele voorbeelden van witte paarden.

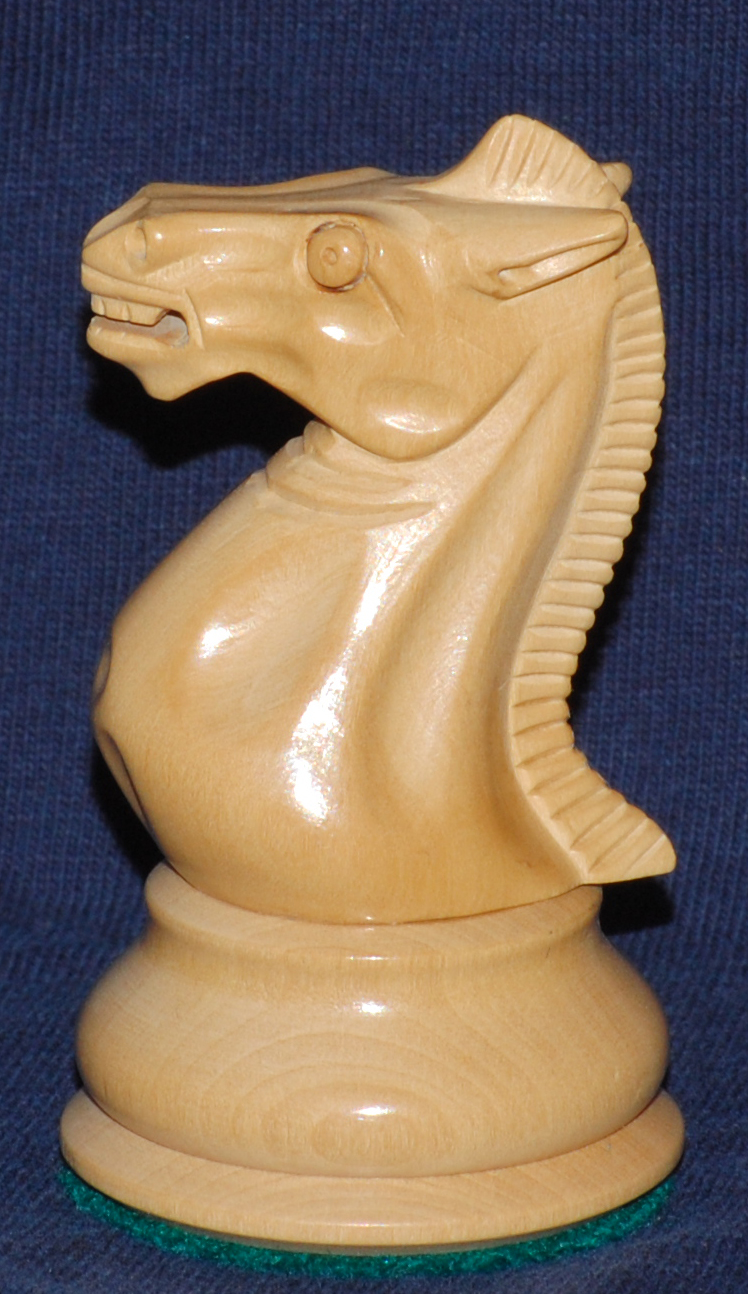
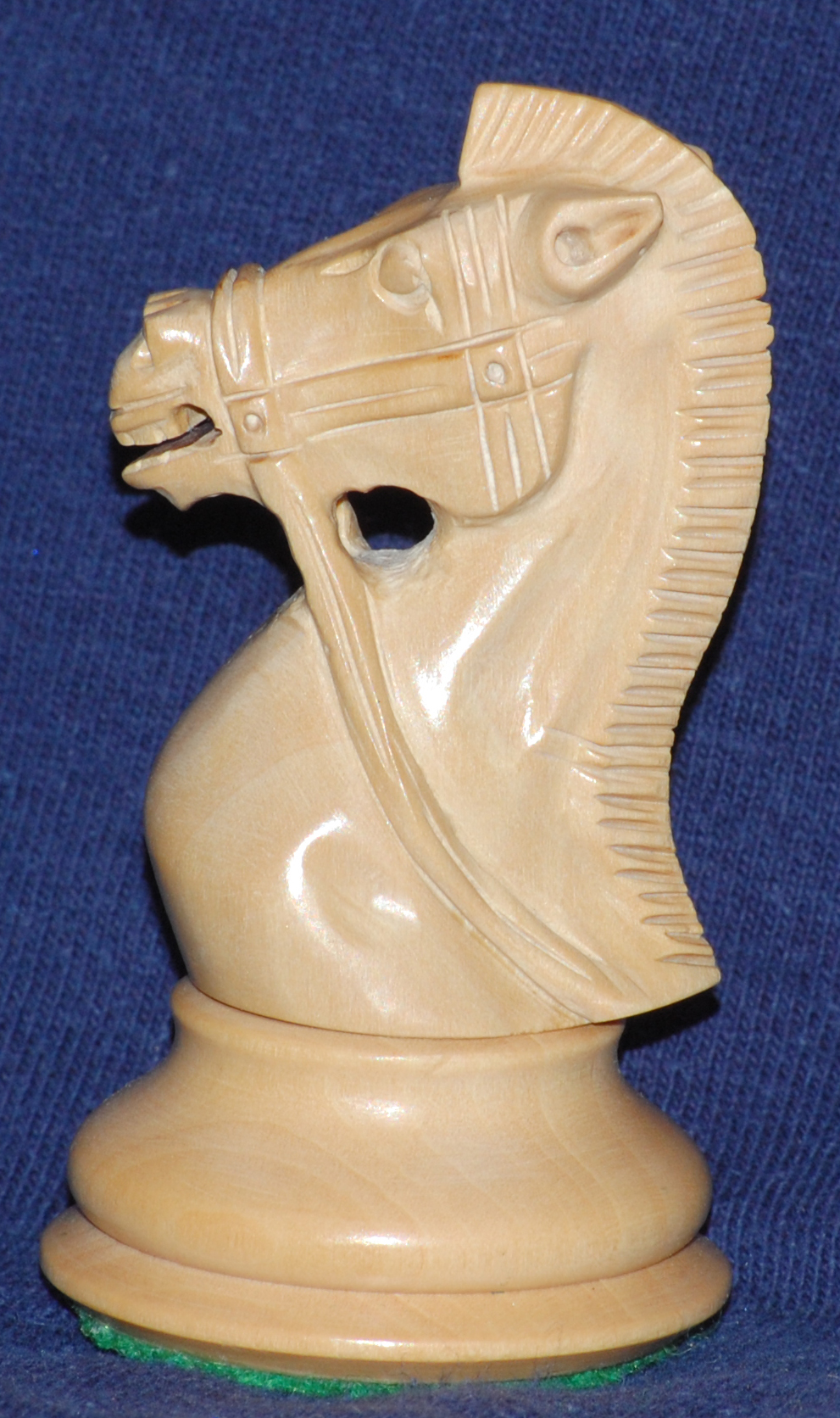
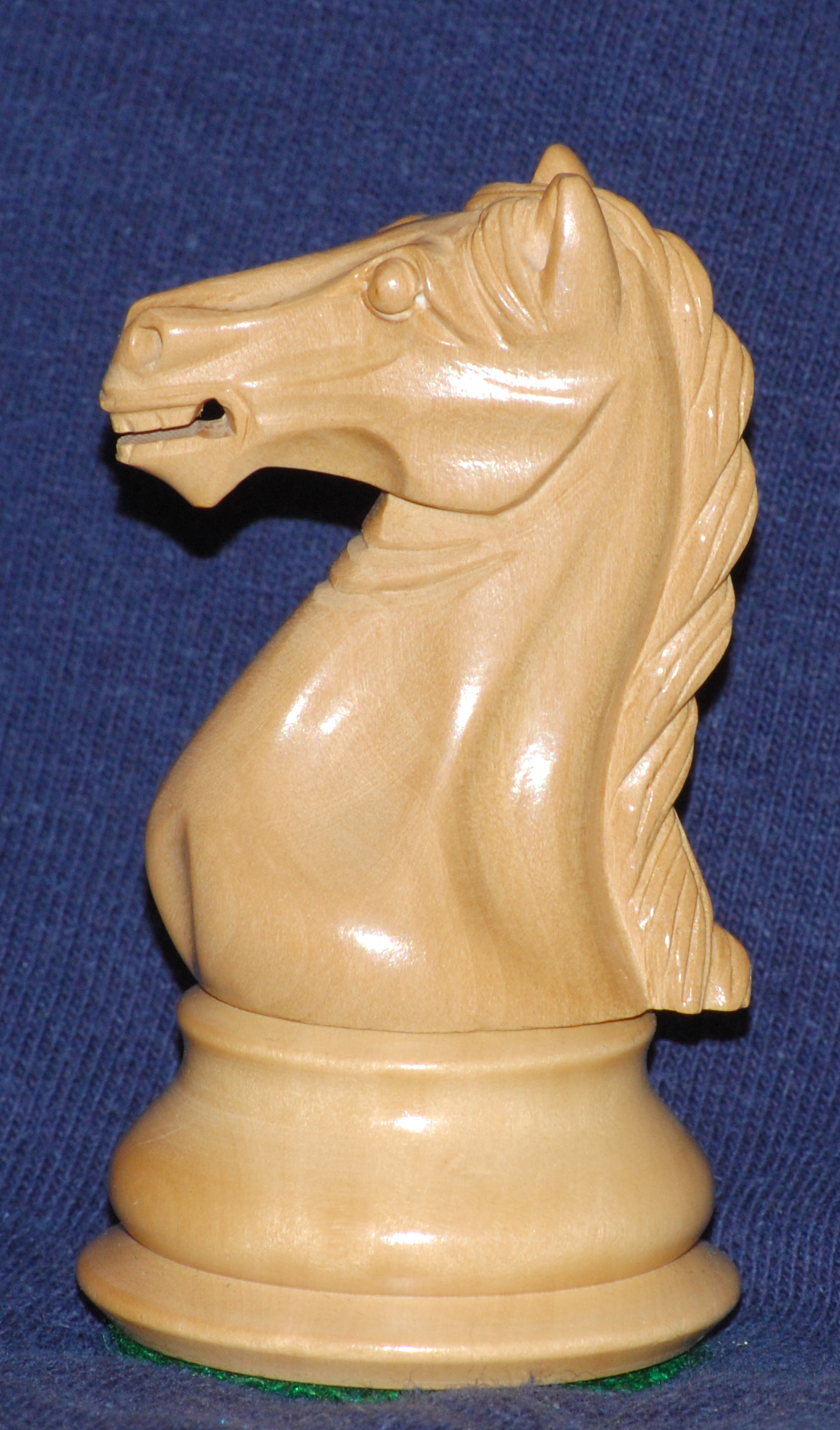
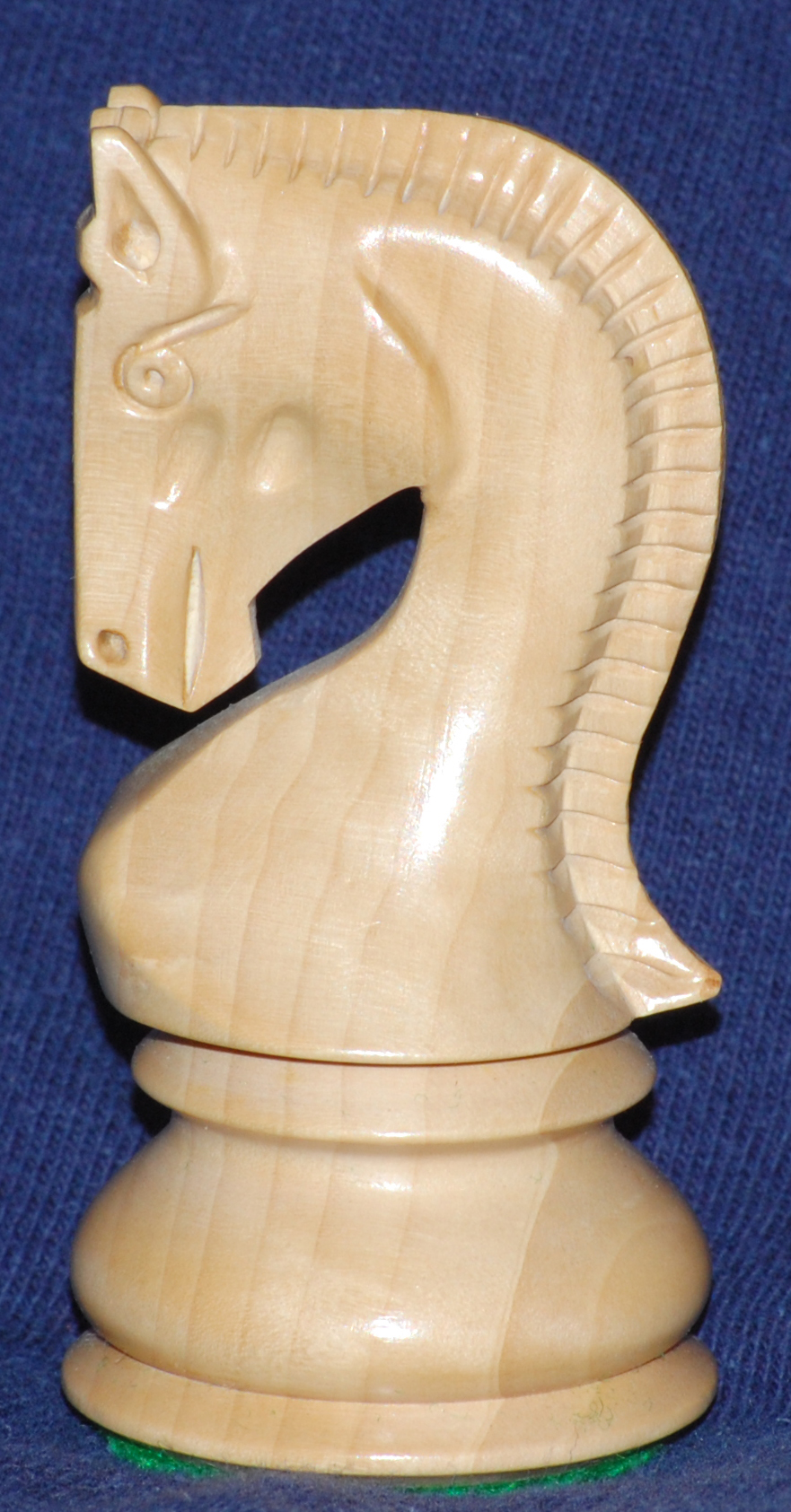

## Varia
- De uitdrukking Een paard aan de rand is een schand verwijst naar het feit dat een paard op het centrum van het bord op zijn sterkst is.